# Ordulf
Ordulf van Saksen (1022 - 28 maart 1072) was een lid van het Huis Billung als zoon van hertog Bernhard II van Saksen en Eilika van Schweinfurt.
Ordulf volgde zijn vader op als hertog  van Saksen in 1059 en zijn regeerperiode werd beheerst door de strijd tegen de Wenden. Ordulf was hierbij bondgenoot van Denemarken en trouwde met Wulfhild, de halfzuster van koning Magnus I van Noorwegen en Denemarken. Het lukte Ordulf niet om beslissende successen te boeken tegen de Wenden en tegelijk leidde alle aandacht voor de Wenden ertoe dat zijn positie binnen het hertogdom zwakker werd. Ordulf is begraven in de Sint-Michaeliskerk te Lüneburg.
Ordulf was gehuwd met:
- (1042) Wulfhilde van Noorwegen (ca. 1019 - voor 1070), dochter van koning Olaf II van Noorwegen
  - Magnus van Saksen
  - volgens sommige bronnen Othildis (ca. 1065 - 18 november 1120), gehuwd met Dirk V van Holland
- (1071) Gertrude van Haldensleben (-1116), dochter van graaf Koenraad, weduwe van graaf Frederik van Formbach
  - Bernhard, die op jonge leeftijd overleed na een val van zijn paard

## Voorouders
| Voorouders van Ordulf van Saksen | Voorouders van Ordulf van Saksen                                             | Voorouders van Ordulf van Saksen                                             | Voorouders van Ordulf van Saksen                                             | Voorouders van Ordulf van Saksen                                             | Voorouders van Ordulf van Saksen                                             | Voorouders van Ordulf van Saksen                                             | Voorouders van Ordulf van Saksen                                             | Voorouders van Ordulf van Saksen                                             |
| -------------------------------- | ---------------------------------------------------------------------------- | ---------------------------------------------------------------------------- | ---------------------------------------------------------------------------- | ---------------------------------------------------------------------------- | ---------------------------------------------------------------------------- | ---------------------------------------------------------------------------- | ---------------------------------------------------------------------------- | ---------------------------------------------------------------------------- |
| Overgrootouders                  | Herman Billung (±900–973) ∞ Hildegarde van Westerburg (?–?)                  | Herman Billung (±900–973) ∞ Hildegarde van Westerburg (?–?)                  | Hendrik I de Kale (935-976) ∞ Hildegard van Rheinhausen (945-)               | Hendrik I de Kale (935-976) ∞ Hildegard van Rheinhausen (945-)               | Berthold van Schweinfurt (915-980) ∞ Heliksuinda van Walbeck (930-1015)      | Berthold van Schweinfurt (915-980) ∞ Heliksuinda van Walbeck (930-1015)      | Herbert van de Wetterau (930-992) ∞ Irmtrud van Avalgau (957-1020)           | Herbert van de Wetterau (930-992) ∞ Irmtrud van Avalgau (957-1020)           |
| Grootouders                      | Bernhard I van Saksen (940-1011) ∞ Hildegard van Stade (±965–1011)           | Bernhard I van Saksen (940-1011) ∞ Hildegard van Stade (±965–1011)           | Bernhard I van Saksen (940-1011) ∞ Hildegard van Stade (±965–1011)           | Bernhard I van Saksen (940-1011) ∞ Hildegard van Stade (±965–1011)           | Hendrik van Schweinfurt (950-1117) ∞ Gerberga van Gleiberg (±970–1036)       | Hendrik van Schweinfurt (950-1117) ∞ Gerberga van Gleiberg (±970–1036)       | Hendrik van Schweinfurt (950-1117) ∞ Gerberga van Gleiberg (±970–1036)       | Hendrik van Schweinfurt (950-1117) ∞ Gerberga van Gleiberg (±970–1036)       |
| Ouders                           | Bernhard II van Saksen (±990–1059) ∞ 1020 Eilika van Schweinfurt (1005-1059) | Bernhard II van Saksen (±990–1059) ∞ 1020 Eilika van Schweinfurt (1005-1059) | Bernhard II van Saksen (±990–1059) ∞ 1020 Eilika van Schweinfurt (1005-1059) | Bernhard II van Saksen (±990–1059) ∞ 1020 Eilika van Schweinfurt (1005-1059) | Bernhard II van Saksen (±990–1059) ∞ 1020 Eilika van Schweinfurt (1005-1059) | Bernhard II van Saksen (±990–1059) ∞ 1020 Eilika van Schweinfurt (1005-1059) | Bernhard II van Saksen (±990–1059) ∞ 1020 Eilika van Schweinfurt (1005-1059) | Bernhard II van Saksen (±990–1059) ∞ 1020 Eilika van Schweinfurt (1005-1059) |
| Ordulf van Saksen (1022-1072)    |                                                                              |                                                                              |                                                                              |                                                                              |                                                                              |                                                                              |                                                                              |                                                                              |